# Torre di Santa Maria
Torre di Santa Maria (La Tur in dialetto valtellinese, "La Tor" in dialetto locale) è un comune italiano di 722 abitanti della provincia di Sondrio in Lombardia. Nel territorio del comune è compresa la cima del Monte Disgrazia (3.678 m). È situato presso la confluenza del Torreggio nel Mallero. La parrocchiale ospita un quadro di Fermo Stella.

## Storia

### Simboli
Lo stemma comunale e il gonfalone sono stati concessi con decreto del presidente della Repubblica del 25 giugno 1953.
Il gonfalone è un drappo partito di azzurro e di rosso.

## Società

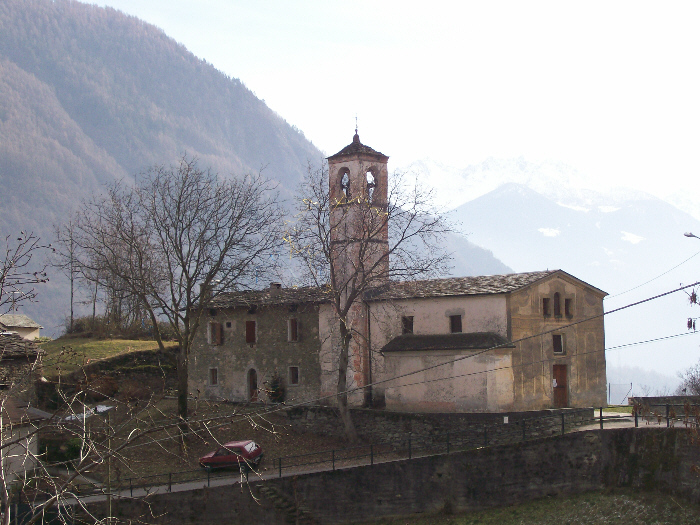
Chiesa di San Pietro a Cagnoletti

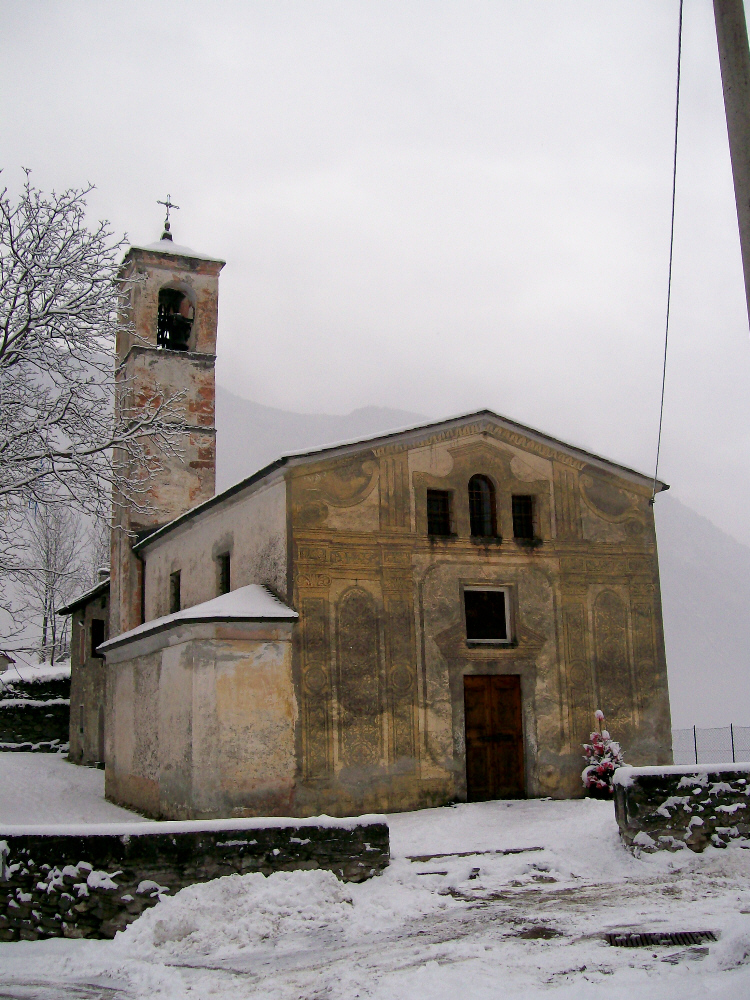
Chiesa di San Pietro a Cagnoletti dopo una nevicata

### Evoluzione demografica
Abitanti censiti